# Pjotr Iwanowitsch Nikitin
Pjotr Iwanowitsch Nikitin (russisch Пётр Иванович Никитин; * 1912; † 2000) war ein russischer Physiker und Offizier, der nach dem Ende des Zweiten Weltkriegs in Deutschland als Mitarbeiter der Sowjetischen Militäradministration in Deutschland (SMAD) an Wiederaufbau und Umgestaltung der Hochschulen in der SBZ und DDR beteiligt war. In seinem Buch Zwischen Dogma und gesundem Menschenverstand beschrieb er seine Tätigkeit.

## Leben
Von 1932 bis 1937 studierte Nikitin Theoretische Mechanik an der physikalisch-mathematischen Fakultät der Universität Leningrad. 1941 promovierte Nikitin mit dem Thema Die Bewegung eines materiellen Punktes in der Umgebung eines inhomogenen komprimierten Sphäroiden. Betreut wurde er von Professor M. Subbotin und Professor Wiktor Hambardsumjan, Astrophysiker und später Präsident der Armenischen Akademie der Wissenschaften. Einige Ergebnisse wurde später für die Berechnung der Umlaufbahnen von Satelliten verwendet. Von 1940 bis 1941 war Nikitin Dozent für den Lehrstuhl für Theoretische Mechanik am Institut für Militärische Mechanik in Leningrad. 1940 nahm Nikitin am ersten Allunionstreffen der Mitarbeiter des Hochschulwesens im Kreml teil. Im Laufe seines Studiums hatte er auch Deutsch und Französisch gelernt. Nikitin war bereits 1939 an der Front und wurde bei Kriegsbeginn 1941 zur sowjetischen Armee eingezogen, zunächst als Kommandeur eines Bedienzuges der Flak-Artillerie. Die erforderlichen Kenntnisse hatte er während seines Studiums am Lehrstuhl für militärische Ausbildung der Universität erworben, wo er auch den Dienstgrad Leutnant erhielt. 1942 wurde er verwundet und in ein Lazarett im Ural verlegt. Nach seiner Gesundung gelangte er in die Politikabteilung der Siebenten Abteilung der 33. Armee und mit dieser bis nach Deutschland.
Im April 1945 wurde er in die Politikverwaltung der ersten Belorussischen Front übernommen, bald aber zur Arbeit beim Berliner Rundfunk in Berlin-Charlottenburg delegiert. Dort traf er Professor Solotuchin, den Chef der Abteilung Volksbildung der SMAD, vor dem Krieg Rektor der Universität Leningrad, den er aus seinem Studium kannte. Solotuchin übernahm Nikitin in seine Abteilung.
Von 1945 bis 1949 war Nikitin Leiter der Abteilung für Hochschulen und wissenschaftliche Anstalten der SMAD und danach bis 1952 Mitarbeiter des Apparats des Politikberaters der Sowjetischen Kontrollkommission. Da die Volksbildungsabteilung der SMAD über keine im Voraus erstellten Konzeptionen verfügte, musste sie Konzeptionen zu Einzelfragen vor Ort selber erstellen, nach Analyse des Problems und Diskussion mit den Rektoren der betreffenden Hochschulen und der Leitung der Deutschen Zentralverwaltung für Volksbildung (DZVVB). Prinzipielle Fragen wurden mit der Leitung der SMAD abgestimmt.
Nikitin gehörte außerdem von August 1945 bis März 1948  dem Alliierten Bildungskomitee des Alliierten Kontrollrates in Deutschland an.
1953 wurde er stellvertretender Direktor des neuen Instituts für wissenschaftliche Information der Akademie der Wissenschaften der UdSSR. Er übernahm dort die Leitung der Informationsabteilung, deren Aufgabe in der primären Bearbeitung der am Institut eintreffenden Literatur bestand: Sichtung eintreffender Literatur, Zuordnung zu den Redaktionen des Referatsdienstes und Verfilmung der Artikel. Außerdem leitete er dort bald das Laboratorium für Mechanisierung von Informationsprozessen, welches bald die damals höchstentwickeltste Datenverarbeitungsanlage der Sowjetunion erhielt. Ab etwa 1955 wurde das Institut in Allunionsinstitut für wissenschaftliche und technische Information (AIWUTI) umbenannt. 1956 konnte das Institut 400.000 Referate zu wissenschaftlichen Arbeiten aus 12000 wissenschaftlichen Arbeiten aus Zeitschriften und Büchern veröffentlichen.
Von 1958 bis 1962 war er Leiter der Abteilung für wissenschaftliche Information der IAEA (International Atomic Energy Agency) in Wien. In dieser Zeit wurde der ehemalige Außenminister Molotow offizieller Vertreter der UdSSR bei der IAEA und somit Nikitins Vorgesetzter. Aufgrund der Geheimdienst-Affäre um Oberst Penkowski musste Nikitin, der 1962 wieder bei AIWUTI arbeitete, alle Beziehungen zum Ausland abbrechen und konnte daher auch nicht mehr für die IAEA arbeiten.
1963 wurde er zum Professor für Informatik und Leiter des Lehrstuhls für wissenschaftliche Information der Geisteswissenschaftlichen Universität Leningrad berufen und blieb dort bis zu seiner Emeritierung 1987. In dieser Zeit war er ebenfalls Dekan der Fakultät für Informatik, zu dem auch die Lehrstühle für Dokumentalistik und Automatisierung von Informationsprozessen gehörten. Nikitin schrieb einige Monographien und Lehrbücher zur Informatik. Er verstarb im Februar 2000.
Nikitins Sohn Andrej P. Nikitin wurde 1952 geboren und besuchte in Moskau die Otto-Grotewohl-Schule, eine Spezialschule, in welcher erweiterter Deutsch-Unterricht gegeben wurde und sich die Schüler vertieft mit deutscher Kultur befassten. Er studierte von 1969 bis 1974 in Moskau in der Fachrichtung Ökonomische Geographie des Auslands und promovierte über die Tätigkeit der SMAD an den Hochschulen Ostdeutschlands. Ende der siebziger Jahre leistete er seinen Wehrdienst in Deutschland als Militärdolmetscher. A. Nikitin wurde Mitarbeiter des Ministeriums für Volksbildung und beschäftigte sich dort mit organisatorischen Problemen der internationalen Zusammenarbeit. Auf Anregung seines Vaters begann er, Unterlagen der SMAD aus der Zeit von 1945 bis 1949 zu studieren. Nach Tätigkeit im Archiv der russischen Föderation verstarb er 1996.

## Veröffentlichungen
- Pjotr I. Nikitin: Zwischen Dogma und gesundem Menschenverstand. Wie ich die Universitäten der deutschen Besatzungszone „sowjetisierte“. Erinnerungen des Sektorleiters Hochschulen und Wissenschaft der Sowjetischen Militäradministration in Deutschland,  (Edition Bildung und Wissenschaft; 6), Akademie Verlag, Berlin 1997, ISBN 3-05-003174-3.